# Arzúa-Ulloa
Der Arzúa-Ulloa ist ein spanischer Weichkäse aus Kuhmilch mit geschützter Ursprungsbezeichnung, der in 32 Gemeinden der Provinzen A Coruña, Lugo und Pontevedra im Zentrum Galiciens hergestellt wird. Für die Herstellung des Käses wird regional erzeugte Milch von Kühen der Rassen Rubia Gallega, Pardo Alpina und Frisona und ihrer Kreuzungen miteinander verarbeitet, und die Herstellung ähnelt der des Tetilla. Handwerklich im Milchviehbetrieb hergestellter Bauernkäse wird als Arzúa-Ulloa de Granxa, und mindestens sechs Monate lang gereifter Hartkäse als Arzúa-Ulloa Curado vermarktet.

## Eigenschaften
Arzúa-Ulloa ist ein Weichkäse mit leicht salzigem und angenehm säuerlichem Milch- oder Butterschmack mit nussiger Note, etwas feucht und mit einer weichen, cremigen Textur. Der Teig ist einheitlich elfenbeinfarbig bis blassgelb und weist keine Risse auf. Eine geringe Zahl kleiner Löcher ist zulässig. Die Rinde ist ebenfalls gelblich, glänzend, glatt und mit einer wachsartigen Oberfläche. Die Käselaibe sind linsenförmig oder zylindrisch mit konvexen Rändern und niemals höher als der Durchmesser, mit einem Gewicht zwischen 500 g und 3,5 kg. Der Käse ist in drei Varianten im Handel, als Arzúa-Ulloa, als Bauernkäse Arzúa-Ulloa de Granxa, und als der lange gereifte Hartkäse Arzúa-Ulloa Curado.
Der frische Käse hat mindestens 45 % Fett in der Trockenmasse, 35 % Eiweiß in der Trockenmasse, einen pH-Wert zwischen 5,0 und 5,5, mindestens 45 % Trockensubstanz und einen Wasseranteil an der fettfreien Masse von mindestens 68 % und maximal 73 %.
Der Arzúa-Ulloa de Granxa aus bäuerlicher Produktion hat im Vergleich zum Industrieprodukt einen leicht bitteren und an Varianten reichen Geschmack, nach Butter oder Joghurt und mit Hefenoten. Seine Eigenschaften entsprechen im Übrigen dem industriell gefertigten Käse.
Der lange gereifte Arzúa-Ulloa Curado ist salziger und hat einen deutlich kräftigeren Geschmack, würzig und mit Noten von Nüssen und Vanille. Abweichend vom frischen Arzúa-Ulloa sind für ihn ein Durchmesser von 12 bis 20 Zentimeter und eine Höhe von 2 bis 10 Zentimeter vorgeschrieben, das Gewicht darf zwischen 0,5 und 2,0 Kilogramm betragen. Seine Rinde ist von einem satten Gelb, etwas dunkler als der Teig. Der Teig ist sattgelb, in der Mitte blasser, sehr kompakt und kaum mit Löchern versehen. Der Käse ist hart und nur schwer zu schneiden, und an den Rändern kann er bröckeln. Er hat einen hohen Fettgehalt mit mindestens 50 % Fett in der Trockenmasse, einen pH-Wert von 5,1 bis 5,4 und eine geringe Feuchtigkeit mit mindestens 65 % Trockensubstanz.

## Geschichte
In der traditionellen Produktion durch die Hirten Galiciens war es üblich, die von Mitte des Herbstes bis zur Mitte des Winters produzierten Käse bis zu einem Jahr reifen zu lassen. Auf diese Weise trugen die Bauern dafür Sorge, dass sie auch im Sommer, wenn weniger Milch verfügbar war, ein energiereiches Nahrungsmittel hatten. Die Milch für den Käse stammte von Kühen, die mit Nabiza, einer galicischen Form des Rübstiels, gefüttert wurden. Die Herstellung auf Bauernhöfen und in kleinen Käsereien ist seit dem späten 20. Jahrhundert stark zurückgegangen, während die industrielle Herstellung stark zugenommen hat. Seit 2011 ist der Arzúa-Ulloa der meistproduzierte Kuhmilchkäse Spaniens, mit einer Produktion von 3200 Tonnen im Jahr 2014, die überwiegend im Inland verkauft wurden.
Der Arzúa-Ulloa wurde bis 1989 Ulloa und von 1989 bis 1995 Arzúa genannt. Andere historische Bezeichnungen, oft abhängig vom Ort der Herstellung, waren A Ulloa, Curtis, Chantada, Friol oder Lugo. 1995 erhielt er den Namen Arzúa-Ulloa und 1998 den Zusatz D.O. als national geschützte Herkunftsbezeichnung. Er ist seit 2010 ein Produkt mit geschützter Ursprungsbezeichnung und darf nur von registrierten Bauernhöfen und Käsereien in 32 namentlich genannten Gemeinden Galiciens hergestellt werden:
- Provinz A Coruña: Arzúa, Boimorto, O Pino, Touro, Curtis, Vilasantar, Melide, Santiso, Sobrado, Toques, Frades, Mesía, Ordes, Oroso, Boqueixón und Vedra;
- Provinz Lugo: Antas de Ulla, Monterroso, Palas de Rei, Carballedo, Chantada, Taboada, Friol, Guntín und Portomarín;
- Provinz Pontevedra: Agolada, Dozón, Lalín, Rodeiro, Silleda, Vila de Cruces und A Estrada.

2014 waren 1222 Bauernhöfe und 21 Käsereien als Hersteller registriert.

## Herstellung
Für den Arzúa-Ulloa darf nur Milch von Kühen der Rassen Rubia Gallega, Pardo Alpina und Frisona und ihrer Kreuzungen miteinander verwendet werden, die im Herkunftsgebiet gehalten werden. Das Futter soll im eigenen Betrieb erzeugt werden und, wenn es die Witterung erlaubt, durch Abweiden gewonnen werden. Pflanzliches Konzentratfutter dient nur der Beifütterung und soll nach Möglichkeit aus dem Herkunftsgebiet stammen.
Bei der traditionellen Fertigung des Arzúa-Ulloa de Granxa wird in bäuerlichen Betrieben ausschließlich Milch von den Kühen des eigenen Hofs verarbeitet. Sie wird ohne Starterkulturen mit der natürlichen Säuerung der Rohmilch begonnen. Der Arzúa-Ulloa de Granxa wird üblicherweise nur auf den Bauernmärkten des Herstellungsgebiets verkauft.
Für industriell gefertigten Arzúa-Ulloa dient pasteurisierte Milch als Grundlage. Sie wird bei einer Temperatur von 30 bis 35 °C mit zugekauften Starterkulturen aus verschiedenen mesophilen Stämmen von Lactococcus und Leuconostoc und mit Lab versetzt. Nach 30 bis 75 Minuten, abhängig von der Qualität der Milch und des Labs, wird die ausgefällte Käsemasse in 5 bis 10 Millimeter messende Stücke geschnitten und bei 34 bis 36 °C in Trinkwasser gespült, um den Säuregehalt zu verringern. Der Bruch wird in Käseformen gefüllt und mindestens zwei Stunden lang gepresst. Die Salzzugabe erfolgte früher vor der Zugabe des Lab in die Milch, heute wird der Käsebruch in der Form gesalzen, oder der gepresste Käse wird für maximal 24 Stunden in Salzlake gelegt. Anschließend reifen die Laibe mindestens sechs Tage lang bei einer Temperatur von 4 bis 10 °C, höchstens 15 °C, und einer Luftfeuchtigkeit von 75 bis 90 %. Der Arzúa-Ulloa Curado reift mindestens sechs Monate lang. Während der Reifezeit werden die Käselaibe nach Bedarf gewendet und gereinigt.
Der industriell hergestellte Käse weist gegenüber den Rohmilchkäsen der bäuerlichen und handwerklichen Herstellung deutlich weniger komplexe Geschmacks- und Geruchskomponenten auf. Daher wird versucht, die bei Verkostungen als typisch beurteilten Rohmilchkäse auf ihre Mikroflora zu untersuchen, die Hefestämme mit günstiger Auswirkung auf das Produkt zu identifizieren, und mit ihnen spezifische Hilfskulturen für die industrielle Produktion herzustellen.

## Verzehr
Der Arzúa-Ulloa wird mit Brotstangen oder als Belag anstelle von Butter auf Vollkornbrot, gesäuertem Brot oder Pumpernickel verzehrt. Dazu passt ein weißer Ribeiro.

## Belege
1. ↑  Brigitte Engelmann, Peter Holler: Das Feinschmecker-Handbuch Käse. 1. Auflage. Ullmann, Potsdam 2013, ISBN 978-3-8480-0478-2, S. 377.
2. 1 2  C. A. Tovar, C. A. Cerdeirina, L. Romani, B. Prieto, J. Carballo: Viscoelastic behavior of Arzúa‐Ulloa cheese. In: Journal of texture studies. Band 34, Nr. 2, 2003, S. 115–129, doi:10.1111/j.1745-4603.2003.tb01370.x (englisch).
3. 1 2 3 4 5 6 7 8  Veröffentlichung eines Antrags nach Artikel 6 Absatz 2 der Verordnung (EG) Nr. 510/2006 des Rates zum Schutz von geografischen Angaben und Ursprungsbezeichnungen für Agrarerzeugnisse und Lebensmittel , abgerufen am 20. Januar 2018
4. 1 2 3 4 5 6 7  Juan A. Centeno: Arzúa-Ulloa. In: Catherine Donnelly (Hrsg.): The Oxford Companion to Cheese. Oxford University Press, Oxford 2016, ISBN 978-0-19-933088-1, S. 44–45 (englisch).
5. ↑  S. Menéndez, Juan A. Centeno, R. Godı́nez, J. L. Rodrı́guez-Otero: Effects of Lactobacillus strains on the ripening and organoleptic characteristics of Arzúa-Ulloa cheese. In: International Journal of Food Microbiology. Band 59, Nr. 1–2, 2000, S. 37–46, doi:10.1016/S0168-1605(00)00286-5 (englisch).
6. 1 2  M. R. Atanassova, C. Fernández-Otero, P. Rodríguez-Alonso, I. C. Fernández-No, J. I. Garabal, J. A. Centeno: Characterization of yeasts isolated from artisanal short-ripened cows' cheeses produced in Galicia (NW Spain). In: Food Microbiology. Band 53, Part B, 2016, S. 172–181, doi:10.1016/j.fm.2015.09.012 (englisch).
7. 1 2  Elisabeth Eugster-Meier, Marie-Therese Fröhlich-Wyder, Ernst Jakob, Daniel Wechsler, Maria Belén López Morales, Giuseppe Licitra, Françoise Berthier, Photis Papademas, Ylva Ardö, Tânia G. Tavares, F. Xavier Malcata, Zorica Radulovic, Jelena Miocinovic: Semi-hard Cheeses. In: Photis Papademas, Thomas Bintsis (Hrsg.): Global Cheesemaking Technology. Cheese Quality and Characteristics. John Wiley & Sons, Hoboken, NJ und Chichester 2018, ISBN 978-1-119-04615-8, Kap. 3, S. 247–300, hier S. 250–253 (englisch).
8. ↑  Verordnung (EU) Nr. 20/2010 der Kommission vom 12. Januar 2010 zur Eintragung einer Bezeichnung in das Verzeichnis der geschützten Ursprungsbezeichnungen und der geschützten geografischen Angaben (Arzùa-Ulloa (g.U.)), abgerufen am 20. Januar 2020
9. ↑  Patricia Rodríguez-Alonso, Juan A. Centeno, J. Ignacio Garabal: Comparison of the volatile profiles of Arzúa-Ulloa and Tetilla cheeses
manufactured from raw and pasteurized milk. In: LWT – Food Science and Technology. Band 42, Nr. 10, 2009, S. 1722–1728, doi:10.1016/j.lwt.2009.04.002 (englisch).
10. ↑  Juliet Harbutt (Hrsg.): World Cheese Book. Dorling Kindersley, London u. a. 2009, ISBN 978-0-7566-5442-9, S. 149 (englisch).